# Weiach
Weiach är en ort och kommun i distriktet Dielsdorf i kantonen Zürich, Schweiz. Kommunen har 2 123 invånare (2023).
Kommunen gränsar i norr till floden Rhen och Tyskland.